# ラスト・コンサート・イン・ジャパン
『ラスト・コンサート・イン・ジャパン』 (原題：Last Concert in Japan) はイギリスのロックバンド、ディープ・パープルのライブ・アルバム。1975年12月の東京公演の一部を収録。当時のメンバーで1976年12月に死去したトミー・ボーリンを追悼する意も含めて、1977年3月に日本、ドイツ、オーストラリアなどで発表された。

## 解説

### 経緯
ディープ・パープルの通算3度目の日本公演は、ギタリストのリッチー・ブラックモアが1975年4月7日のパリ公演を最後に脱退したために中止になった。後任にボーリンが決定して、第4期ディープ・パープルが誕生。同年10月に新作アルバム『カム・テイスト・ザ・バンド』が発表。11月からワールドツアーが開始され、その一環として、日本公演が12月8日から15日まで、名古屋、大阪、福岡、東京で行なわれた。
第2期ディープ・パープルによる1972年の初の日本公演の模様を収録したアルバム『ライヴ・イン・ジャパン』が非常に好評だったこともあって、主催者側は今回もライヴ・レコーディングと16mmフィルムによる撮影を計画して、ディープ・パープル側の了承を得ていた。東京公演は15日だけだったので、会場の日本武道館は通常閉鎖している北側スタンドをすべて開放して14,000人余りの大観衆を迎え入れた。
しかしボーリンはドラッグ中毒が悪化した上、ジャカルタから日本に向かう飛行機の中で左腕を痛めて左手が思うように使えなくなっていた。彼はスライド（ボトルネック）奏法を多用した演奏しかできず、まともと呼ばれるには程遠い出来に終わって聴衆を失望させてしまった。またデイヴィッド・カヴァデールの声の調子も悪かった。ブラックモアがいない『カム・テイスト・ザ・バンド』が賛否両論を呼んだこともあって、第4期ディープ・パープルの評価は決定的に悪いものとなった。
1976年7月、彼等は解散を発表。同年12月4日、ボーリンはドラッグの大量摂取により他界した。翌1977年3月、パープル・レコードとワーナー・ブラザース・レコードは追悼の意味も込めて、本作を日本、ドイツ、オーストラリアなどで発売した。
グレン・ヒューズは後のインタビューで「リリースすべき作品ではなかった」と語っており、ジョン・ロードも「金の為にやったことだ」と述べている。

### 内容
本作はコンサートの一部が収録されたダイジェスト版である。曲順は実際の順番とは異なっており、「スモーク・オン・ザ・ウォーター」「幸運な兵士」「ウーマン・フロム・トーキョー」は一続きに編集された。
ボーリンのギターが意図的に低くミキシングされた結果、相対的にロードのキーボードが大きく聴こえる作品に仕上がっている。イアン・ペイスのドラミングは終始活発であり、本作の要となっている。
ロードは本作の最後を飾るアンコール曲「ハイウェイ・スター」で、キーボード・ソロをほとんど弾いていない。彼は左腕を痛めていて来日中に病院に行っており、演奏に支障を来たしていたのであろう。

## 収録曲
1. 紫の炎 - "Burn" - 6:59
2. ラヴ・チャイルド - "Love Child" - 4:41
3. ユー・キープ・オン・ムーヴィン - "You Keep on Moving" - 6:12
4. ワイルド・ドッグ - "Wild Dogs" - 6:01
5. レイディ・ラック - "Lady Luck" - 3:53
6. スモーク・オン・ザ・ウォーター - "Smoke on the Water"
7. 幸運な兵士 - "Soldier of Fortune"
8. ウーマン・フロム・トーキョー - "Woman From Tokyo" - 12:41（6.7.8.の合計）
9. ハイウェイ・スター - "Highway Star" - 6:46

## 制作

### メンバー
- トミー・ボーリン - ギター、ボーカル
- デイヴィッド・カヴァデール - ボーカル
- グレン・ヒューズ - ベース、ボーカル
- ジョン・ロード - キーボード
- イアン・ペイス - ドラムス

### 特記事項
- 録音場所 - 東京/日本武道館
- 録音日時 - 1975年12月15日
- コンサート主催者 - 文化放送/ウドー音楽事務所
- プロデューサー - マーティン・バーチ、ディープ・パープル

## 映像
レコーディングと併行して撮影されたフィルムはフィルムコンサートなどで上映され、テレビでも一部放送された。1985年には音楽ビデオソフト『ライジス・オーヴァー・ジャパン』（原題：Rises Over Japan）として発売された。

## This Time Around: Live in Tokyo
本作が発売されなかったアメリカ合衆国とイギリスでは、2001年に東京公演の全曲を収録したアルバム『This Time Around: Live in Tokyo』が発売された。日本でも2003年に、紙ジャケット仕様でバップレコードから発売されている。